# 6 Tauri
6 Tauri, eller s Tauri, är en vit stjärna i huvudserien i stjärnbilden  Oxen. 
Stjärnan har visuell magnitud +5,76 och är således knappt synlig för blotta ögat vid bra seeing.